# District de Yangpyeong
Le district de Yangpyeong est un district de la province du Gyeonggi, en Corée du Sud.

## Géographie

### Climat
| Mois                                  | jan.       | fév.       | mars      | avril     | mai       | juin      | jui.      | août      | sep.      | oct.      | nov.       | déc.       | année      |
| ------------------------------------- | ---------- | ---------- | --------- | --------- | --------- | --------- | --------- | --------- | --------- | --------- | ---------- | ---------- | ---------- |
| Température minimale moyenne (°C)     | −8,5       | −6,2       | −0,9      | 4,9       | 10,9      | 16,5      | 20,8      | 21        | 15,2      | 7,4       | 0,3        | −6,1       | 6,5        |
| Température moyenne (°C)              | −3,4       | −0,5       | 5         | 11,9      | 17,3      | 21,8      | 24,7      | 24,8      | 19,9      | 12,8      | 5,5        | −1,2       | 11,7       |
| Température maximale moyenne (°C)     | 2,3        | 5,7        | 11,5      | 19,1      | 24,1      | 27,9      | 29,5      | 30        | 26,2      | 20,1      | 11,8       | 4,4        | 17,9       |
| Record de froid (°C) date du record   | −32,6 1981 | −23,5 1986 | −14 1984  | −7,2 1991 | 0 1981    | 4,9 1981  | 12 1976   | 9,7 1991  | 0,8 1987  | −5,8 1982 | −15,4 1972 | −24,8 1973 | −32,6 1981 |
| Record de chaleur (°C) date du record | 13,6 2002  | 20,2 2021  | 24,4 2013 | 31,2 2005 | 34,4 2014 | 36,5 1997 | 37,6 1994 | 40,1 2018 | 33,4 2010 | 30,1 1987 | 25,5 2011  | 17,6 2002  | 40,1 2018  |
| Ensoleillement (h)                    | 172,6      | 175,2      | 208,5     | 215,4     | 232,6     | 208       | 163,1     | 184,9     | 187,3     | 198,6     | 159,7      | 164,9      | 2 291      |
| Précipitations (mm)                   | 20,6       | 27,5       | 45,1      | 71,8      | 101,9     | 155,7     | 429,4     | 350       | 180,8     | 41,4      | 37,8       | 16,6       | 1 478,6    |
| Nombre de jours avec précipitations   | 6,5        | 5          | 7,2       | 7,5       | 8,3       | 9,7       | 14,8      | 15,3      | 8,3       | 5,8       | 6,9        | 6,3        | 101,6      |
| Humidité relative (%)                 | 66,5       | 61,8       | 59,3      | 57,3      | 65,1      | 70,5      | 78,9      | 78,9      | 77        | 74,9      | 70,4       | 68,4       | 69,1       |

| Diagramme climatique                                  |             |              |             |               |               |               |         |               |             |             |             |
| J                                                     | F           | M            | A           | M             | J             | J             | A       | S             | O           | N           | D           |
| 2,3−8,520,6                                           | 5,7−6,227,5 | 11,5−0,945,1 | 19,14,971,8 | 24,110,9101,9 | 27,916,5155,7 | 29,520,8429,4 | 3021350 | 26,215,2180,8 | 20,17,441,4 | 11,80,337,8 | 4,4−6,116,6 |
| Moyennes : • Temp. maxi et mini °C • Précipitation mm |             |              |             |               |               |               |         |               |             |             |             |

## Lieux
- Gare de Jipyeong
- Gare de Yongsan